# WWWA
WWWA (World Women's Wrestling Association) es el nombre de una gestión del título de lucha libre profesional para el género femenino, en donde se caracterizó por llevarlo a cabo en All Japan Women's Pro-Wrestling.

## Historia
En 1937, la luchadora estadounidense Mildred Burke, había obtenido el título en Los Ángeles, donde gestionó el título en 1950, entonces fue reconocida como la presidenta del título en donde pasaría a manos de otra nuevamente. 
En 1968, en  Japón, se levantó la promoción de All Japan Women's Pro-Wrestling, donde se comienza a ver la dirección y el título de WWWA, donde participa Mildred Burke. En 1970, Aiko Kyo obtiene el título, por lo tanto es reconocida como una de las primeras mujer japonesas en obtenerlos.
En 1971 se funda otro título llamado AGWA (American Girls Wrestling Asociación) encabezado por Aiko Kyo y Jumbo Miyamoto, donde se crea a base de esta, Tag WWWA Team Campeonato Mundial, refiriéndose a campeonatos en grupo o parejas. Más tarde se crea Trono de Pacífico en 1977, siguiendo susesivamente. La fundación sierra sus puertas en el año 2005, llevando 37 años de trabajo.

## Títulos sobre la base de WWWA
- Trono solo mundo WWWA (conocido como el cinturón rojo)
- Todo trono del Pacífico (conocido como cinturón negro)
- Tag Team Campeonato Mundial WWWA (campeonato en equipo)
- WWWA campeonato mundial ligero estupendo (campeonato de título conocido como "más ligero")
- WWWA Campeonato Mundial de Artes Marciales (campeonato de título en torneo según las técnicas especiales)
- WWWA Campeonato del Mundo Enano (campeonato de título para las personas que posee enanismo)
- WWWA Mundo Enano Tag Team Championship (campeonato de equipo, para las personas que posee enanismo)

## Presidente
- Mildred Burke

## Ex comisión
- Shinji Ueda (editora, directora)
- Zhi Ikuno Yutakaotto (anunciador)

## Vases también
- All Japan Women's Pro-Wrestling
- AJW Junior Championship
- AJW Novato del torneo